# Великоорлинська сільська рада
Великоорли́нська сільська́ ра́да — адміністративно-територіальна одиниця та орган місцевого самоврядування у Красилівському районі Хмельницької області. Адміністративний центр — село Великі Орлинці.

## Загальні відомості
- Населення ради: 1 008 осіб (станом на 2001 рік)

## Населені пункти
Сільській раді були підпорядковані населені пункти:
- с. Великі Орлинці
- с. Ключівка

## Склад ради
Рада складалася з 14 депутатів та голови.
- Голова ради: Кливак Олександр Петрович
- Секретар ради: Кливак Марія Анастасіївна

### Керівний склад попередніх скликань
| Прізвище, ім'я, по батькові   | Основні відомості                                                             | Дата обрання | Дата звільнення |
| ----------------------------- | ----------------------------------------------------------------------------- | ------------ | --------------- |
| Надолинський Василь Микитович | Сільський голова, 1947 року народження, член Соціалістичної партії України    | 26.03.2006   | 31.10.2010      |
| Кливак Олександр Петрович     | Сільський голова, 1962 року народження, освіта середня загальна, безпартійний | 31.10.2010   |                 |

Примітка: таблиця складена за даними сайту Верховної Ради України

### Депутати
За результатами місцевих виборів 2010 року депутатами ради стали:

#### За суб'єктами висування
| Суб'єкт висування | Кількість обраних депутатів | %    |
| ----------------- | --------------------------- | ---- |
| Партія регіонів   | 11                          | 78,6 |
| Народна партія    | 2                           | 14,3 |
| Самовисування     | 1                           | 7,1  |

#### За округами
| № округу        | Прізвище, ім'я, по батькові     | Дата визнання обраним | Освіта             | Партійна приналежність | Відомості про обраного депутата                                                |
| --------------- | ------------------------------- | --------------------- | ------------------ | ---------------------- | ------------------------------------------------------------------------------ |
| Народна Партія  |                                 |                       |                    |                        |                                                                                |
| 4               | Кливак Марія Анастасівна        | 05.11.2010            | середня спеціальна | позапартійна           | Великоорлинська сільська рада, секретар                                        |
| 11              | Захожа Таїса Павлівна           | 05.11.2010            | вища               | позапартійна           | ТОВ «Євразія-Сервіс», завідувачка складом                                      |
| Партія регіонів |                                 |                       |                    |                        |                                                                                |
| 1               | Скоропадська Світлана Сергіївна | 05.11.2010            | вища               | позапартійна           | Великоорлинська загальноосвітня школа, вчитель                                 |
| 2               | Дячук Володимир Володимирович   | 05.11.2010            | середня спеціальна | позапартійний          | Кременчуківська дільнична лікарня, лікар                                       |
| 3               | Жох Віктор Григорович           | 05.11.2010            | середня спеціальна | позапартійний          | ВАТ «Антонінське РТП», інженер-енергетик                                       |
| 6               | Куян Олександр Миколайович      | 05.11.2010            | середня спеціальна | позапартійний          | Старокостянтинівський молокозавод, водій                                       |
| 7               | Яцюк Любов Георгіївна           | 05.11.2010            | середня            | позапартійна           | тимчасово не працює                                                            |
| 8               | Антонюк Ігор Анатолійович       | 05.11.2010            | середня            | позапартійний          | тимчасово не працює                                                            |
| 9               | Луцишина Лариса Федорівна       | 05.11.2010            | вища               | позапартійна           | Управління праці та соціального захисту населення РДА, начальник відділу праці |
| 10              | Фабенюк Валентина Володимирівна | 05.11.2010            | середня            | позапартійна           | пенсіонер                                                                      |
| 12              | Гурська Надія Василівна         | 05.11.2010            | середня спеціальна | позапартійна           | Великоорлинська загальноосвітня школа, вчитель                                 |
| 13              | Пасічник Віра Петрівна          | 05.11.2010            | середня спеціальна | позапартійна           | Великоорлинська сільська рада, головний бухгалтер                              |
| 14              | Мельник Тетяна Іванівна         | 05.11.2010            | середня            | позапартійна           | тимчасово не працює                                                            |
| Самовисування   |                                 |                       |                    |                        |                                                                                |
| 5               | Юрчук Анатолій Степанович       | 05.11.2010            | середня            | позапартійний          | пенсіонер                                                                      |